# 我的國家 (網站)
我的國家是朝鮮民主主義人民共和國的入口網站，由朝鮮電腦研究中心（KCC）於2004年開發、朝鲜外文出版社运营。其伺服器曾設在德國，现已迁至朝鮮。
網站內容包括朝鮮的政治、旅游、外貿、音樂、藝術、IT、歷史、以及影視等等，是朝鮮為數不多的對外宣传窗口之一。
2010年，朝鲜取消了域名kcckp.net和naenara.kp連至该网站服务器的定向，国际互联网用户只能通过服务器的IP地址或naenara.com.kp （页面存档备份，存于）造訪该网站。

## 主要板塊
- NAENARA 纪念特辑
- NAENARA 主要新闻
- 金正恩革命活动新闻
- 最新消息
- 主要旅游区
- 朝鲜的历史与文化
- 金日成回忆录：與世紀同行
- 新资料
- 宣传画
- 朝鮮影視
- 朝鮮遊戲

## 外部連結
- “我的國家”首頁 （页面存档备份，存于） （英文）（简体中文）（俄文）（日語）（法文）（西班牙文）（德文）（阿拉伯文）
- 北韓互聯網的一小步 （页面存档备份，存于） （英文）